# Polyrhachis luctuosa
Polyrhachis luctuosa är en myrart som beskrevs av Carlo Emery 1921. Polyrhachis luctuosa ingår i släktet Polyrhachis och familjen myror. Inga underarter finns listade i Catalogue of Life.